# Blok Narodowy (Syria)

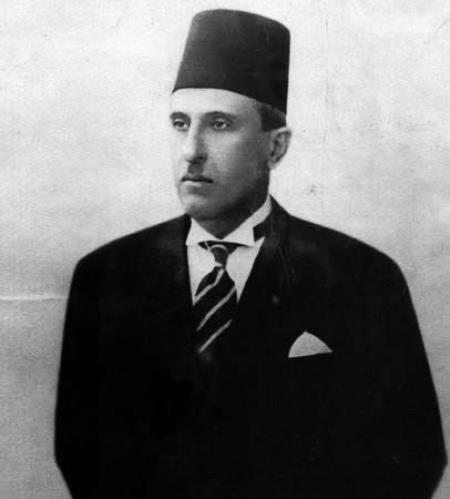
Szukri al-Kuwatli, jeden z przywódców Bloku Narodowego

Blok Narodowy (ar.  الكتلة الوطنية, al-Kutla al-Watanijja) – syryjska organizacja polityczna utworzona w 1926 o profilu narodowym (niepodległościowym) i liberalnym.

## Historia

### Okoliczności powstania
Na mocy umowy Sykes-Picot na Bliskim Wschodzie wyznaczone zostały strefy wpływów brytyjskich i francuskich. W pierwszych latach po ustanowieniu francuskiego mandatu Syrii i Libanu część ludności Syrii protestowała przeciwko dominacji Francuzów, których uważano za okupantów. Wystąpienia niepodległościowe były tłumione przez francuską Armię Lewantu; w takich też okolicznościach klęską zakończyło się największe z nich, zbrojne powstanie arabskie z lat 1925-1927. Taka polityka Francji prowadziła do rozwoju formacji politycznych o profilu narodowym. Jedną z nich był Blok Narodowy, utworzony w 1926 przez przedstawicieli najbardziej wpływowych syryjskich rodów, które dominowały w lokalnej polityce również za panowania osmańskiego (m.in. al-Kuwatli, al-Azm, al-Kudsi, Mardam, al-Dżabri, al-Kichi, al-Kajlani, al-Barazi, al-Asali, al-Atrasz oraz al-Atasi). Przedstawiciele tych rodów z pokolenia na pokolenie dziedziczyli stanowiska państwowe, byli szejkami plemiennymi lub ulemami. Niemal wszyscy wyznawali sunnicki, ukończyło elitarne szkoły w Imperium Osmańskim, prowadziło zeświecczony tryb życia i utożsamiało się ze świeckim nacjonalizmem arabskim.

### Program polityczny
Blok Narodowy stał na stanowisku, że Syria powinna ostatecznie stać się państwem suwerennym, o gospodarce wolnorynkowej. Zgadzając się co do tych ogólnych celów, członkowie Bloku reprezentowali w kwestiach szczegółowych różne poglądy. Odrzucali jednak radykalne metody działania, opierając się na taktyce "kompromisu". Blok Narodowy określał swój stosunek do władz mandatowych mianem "honorowej współpracy" - łagodzenia antyfrancuskich poglądów Syryjczyków w zamian za uznanie organizacji za reprezentację całego społeczeństwa i zaoferowanie jej przedstawicielom stanowisk w aparacie lokalnej władzy. Byli skłonni zgodzić się na autonomię (samorząd) Syrii, rezygnując z natychmiastowego żądania niepodległości. W sprawach społecznych politycy Bloku Narodowego pragnęli zachowania status quo, gdyż reprezentowali najwyższe warstwy społeczeństwa. Problemy niwelowania różnic społecznych, redystrybucji dochodów czy zagadnienie sprawiedliwości społecznej nie były przez nich podejmowane. Ostre dyskusje o nich rozpoczęły się dopiero po uzyskaniu przez Syrię całkowitej niepodległości. Równocześnie niechęć polityków Bloku do angażowania szerszych warstw społeczeństwa, aby walka z Francuzami nie doprowadziła równocześnie do przemian społecznych, sprawiała, że władze mandatowe uznawały Blok za słaby i odrzucały jego żądania.

### Działalność w latach 1928-1947

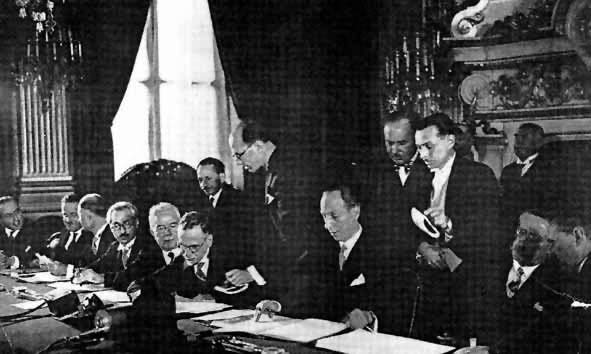
Politycy Bloku Narodowego podpisują traktat syryjsko-francuski opracowany w 1936, gwarantujący Republice Syryjskiej niepodległość. Nigdy nie został on ratyfikowany przez parlament francuski. W imieniu Syrii dokument podpisuje Haszim al-Atasi, obecni są również Mustafa asz-Szihabi, Sad Allah al-Dżabiri oraz Dżamil Mardam

W 1928 w wyborach do Zgromadzenia Konstytucyjnego, które miało opracować pierwszą konstytucję Syrii pod francuskim protektoratem, Blok Narodowy odniósł sukces. Opracowany przez Zgromadzenie projekt konstytucji zakładał ogłoszenie kraju suwerenną republiką, niezależną od Francji, z islamem jako religią państwową. Został on zablokowany przez władze mandatowe i nigdy nie wszedł w życie. Konstytucję Republiki Syryjskiej, utworzonej w 1930, opracowano we Francji i narzucono bez konsultacji z Arabami.
W końcu lat 30. XX wieku wewnątrz Bloku doszło do kryzysu, którego przyczyną była klęska dotychczasowych dążeń do uzyskania pełnej niepodległości. Organizacja podzieliła się na zwolenników Dżamila Mardama, opowiadającego się za państwem świeckim, oraz Szukriego al-Kuwatliego, który już w końcu lat 20. domagał się niepodległości Syrii, a nie tylko samorządu. W lutym 1939 Blok Narodowy faktycznie już nie funkcjonował jako jednolity byt polityczny. Zwyciężył jeszcze w pierwszych wyborach parlamentarnych w niezawisłej Syrii w 1947, jednak krótko potem ostatecznie rozpadł się na Partię Narodową i Partię Ludową.